# 希克曼縣 (田納西州)
希克曼县（英語：Hickman County）是美國田納西州中西部的一個縣。面積1,587平方公里。根据美國2000年人口普查，共有人口22,295人。縣治森特維爾（Centerville）。
成立於1807年12月3日。縣名紀念探險家、測量員埃德蒙 （一說埃德溫）·希克曼。